# Петри, Роберт Метвен
Роберт Метвен Петри (англ. Robert Methven Petrie; 1906—1966) — канадский астроном.

## Биография
Родился в Сент-Андрусе (Шотландия), с 1911 жил в Канаде. В 1928 окончил Университет Британской Колумбии, в 1928—1932 продолжал изучать астрономию в Мичиганском университете (США) и до 1935 работал в том же университете. С 1935 работал в Астрофизической обсерватории в Виктории (с 1951 — директор).
Основные труды в области звёздной спектроскопии. Возглавлял в течение 25 лет одну из основных программ обсерватории в Виктории — определение лучевых скоростей B-звёзд с целью изучения движения и распределения звёзд и газа в Галактике. Показал, что существует большой разброс индивидуальных лучевых скоростей этих звёзд относительно их регулярной скорости, соответствующей вращению Галактики; этот факт может свидетельствовать о том, что B-звёзды образуют в окрестностях Солнца расширяющуюся ассоциацию. Усовершенствовал методы определения расстояний до горячих звёзд по их кинематическим характеристикам, разработал метод определения светимости горячих звёзд по интенсивности водородных линий в их спектрах. Исследовал орбиты многих спектрально-двойных звёзд, определил размеры, массы и светимости их компонентов и тем самым внёс большой вклад в уточнение зависимости масса — светимость для ранних звёзд. Ряд работ посвящён изучению строения атмосфер пульсирующих звёзд по изменениям их лучевых скоростей. Для повышения точности измерений лучевых скоростей звёзд выбрал и исследовал систему линий, удобных для подобных измерений, в спектрах звёзд классов от B0 до K4 и в большом интервале дисперсий, показал, что его система позволяет получать лучевые скорости без систематических ошибок; эта система была рекомендована Международным астрономическим союзом в качестве стандарта. Разработал проекционный компаратор, значительно облегчающий измерение лучевых скоростей. Внёс значительный вклад в развитие Астрофизической обсерватории в Виктории; был инициатором создания 150-дюймового канадского рефлектора и возглавил его строительство.

## Награды и звания
Член Канадского королевского общества, президент Канадского королевского астрономического общества (1955—1956), президент Тихоокеанского астрономического общества (1962—1964). Золотая медаль Тори Канадского королевского общества (1961).
В его честь назван кратер на Луне.